# سوفي ألبرت
سوفي ألبرت هي ممثلة فلبينية، ولدت في 30 أغسطس 1990 في ماندالويونغ في الفلبين.

## وصلات خارجية
- سوفي ألبرت على موقع IMDb (الإنجليزية)
- سوفي ألبرت على موقع قاعدة بيانات الفيلم (الإنجليزية)